# Aigialosauridae

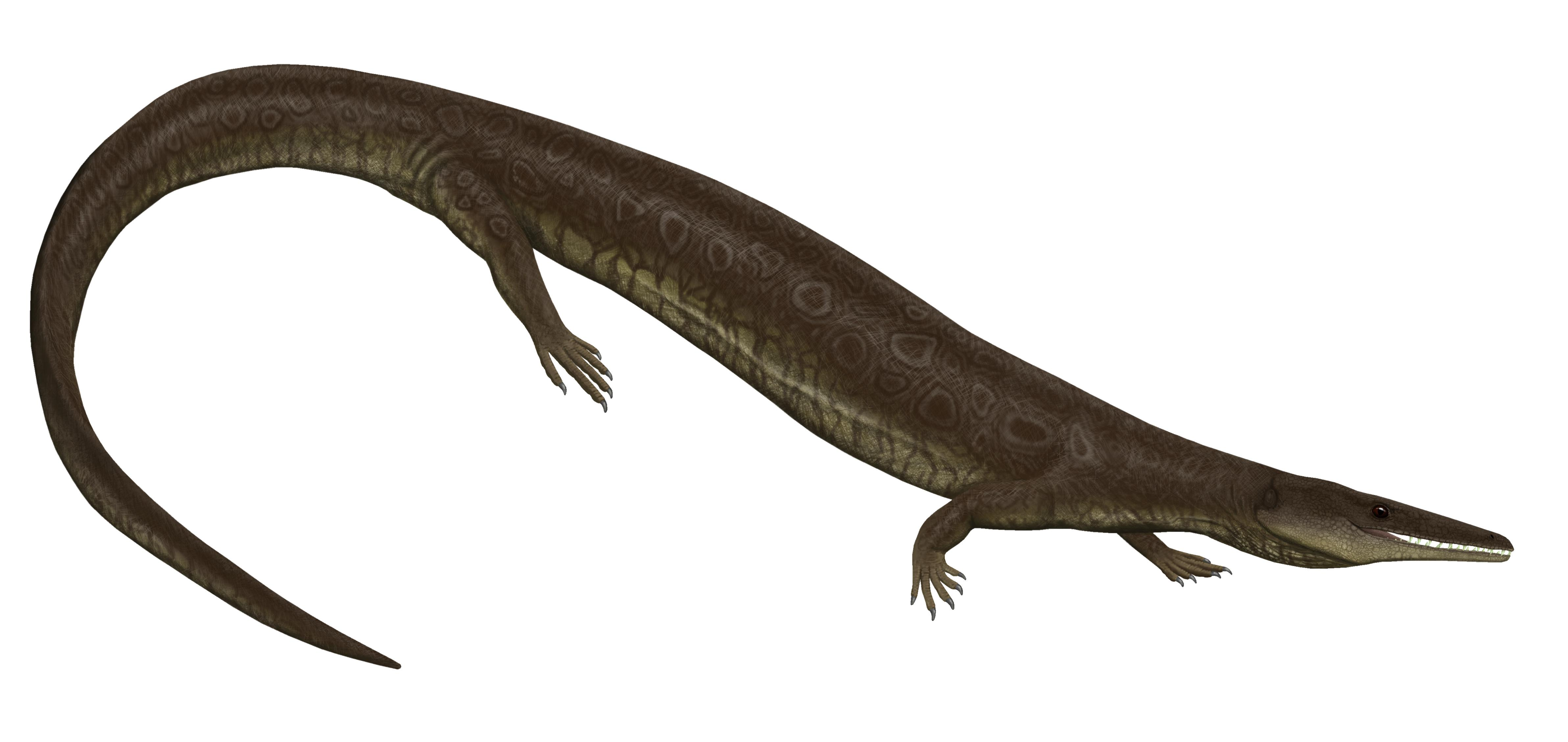
Художня реконструкція

Aigialosauridae (від грец. aigialos = «берег моря» і sauros = ящірка) — родина напівводних пітономорфних ящерів пізньої крейди, тісно пов'язаних із мозазаврами. Деякі палеонтологи розглядають їх як окрему монофілетичну групу, а інші — як адаптивний клас у базальних мозазавроідах, останні молекулярні та морфологічні дані свідчать про те, що вони є найдавнішими відомими членами лінії, що веде до мозазаврів.
Визнається, що родина містить два види, які зазвичай класифікуються на два роди: Aigialosaurus, Opetiosaurus. При використанні як адаптивного класу, а не як фактичної монофілетичної групи, багато інших базальних мозазавроідів невизначеної спорідненості іноді називають «айгіалозаврами», наприклад, роди Komensaurus, Haasiasaurus, Carsosaurus, Dallasaurus і навіть цілі клади мозазаврів, такі як Tethysaurinae. Термін «плезіопедальні мозазаври» або «мозазаври з плезіопедальним станом кінцівок» є більш формальним способом позначення таких примітивних видів, які міцно входять до родини Mosasauridae.

## Опис
Егіалозавриди були напівводними ящірками, які населяли мілководні морські середовища в стародавньому океані Тетіс, єдині відомі скам'янілості, знайдені в Хорватії. Їхні черепи схожі на черепи більш похідних мозазаврів, хоча посткраніальний скелет набагато більше схожий на скелет наземних ящерів.